# 竹井仁
竹井 仁（たけい ひとし、1966年2月12日 - 2022年8月14日）は、日本の機能解剖学・運動生理学者、理学療法士。学位は博士（医学）（東邦大学・2002年）。元首都大学東京大学院人間健康科学研究科理学療法科学域・健康福祉学部理学療法学科教授。
著書・メディア出演多数。「筋膜博士」の愛称で筋膜にアプローチする治療法の知名度を高めた。

## 略歴／人物
久万町立久万小学校、久万町立久万中学校、愛媛県立松山東高等学校、東京都立府中リハビリテーション専門学校、青山学院大学文学部第二部教育学科卒業。筑波大学大学院教育研究科修士課程修了。 
2002年10月、東邦大学大学院医学研究科解剖学教室にて博士（医学）取得。 
1987年4月、東京都職員共済組合清瀬病院リハビリテーション科勤務。
1996年4月から東京都立医療技術短期大学理学療法学科、1998年4月からは東京都立保健科学大学理学療法学科にて講師を務める。
2005年4月からは、首都大学東京大学院人間健康科学研究科理学療法科学域、および首都大学東京健康福祉学部理学療法学科准教授となる。2012年4月から同研究機関で教授に昇格。
2019年12月24日、大学院の入試問題の受験生に対する漏えい、及び、学生に対する教員の地位を利用した特定候補への投票呼びかけにより、首都大学東京から懲戒解雇された。2020年4月、巣鴨駅南口に「筋膜博士の筋膜整体院」を開業。
2008年8月、OMT-Diploma(Kaltenborn-Evjenth International)取得。 2015年9月、Fascial M￥￥anipulation Level 1&2　国際インストラクター取得。 2016年11月、Golf Physio Therapist Official Instructor取得。 2018年6月よりIntegrative Journal of Orthopaedics and Traumatologyの編集委員に就任。
2022年8月14日、死去。

## 著書

### 専門書
1．竹井仁：復職を目的とした合併症のない左片麻痺．細田多穂，柳澤健編，理学療法ハンドブックケーススタディ,451-455,協同医書出版社,東京,1994年3月
2．齋藤宏，竹井仁：運動失調のリハビリテーション．平井俊策，江藤文夫編，神経疾患のリハビリテーション,113-127,南山堂,東京,1997年5月
3．奈良勲，黒澤和生，竹井仁：序論．7-10，竹井仁，黒澤和生：結合組織の解剖* 生理的基礎と治療手技の展開．87-100，竹井仁：ﾏｲｵﾌｪｲｼｬﾙﾏﾆﾋﾟｭﾚｰｼｮﾝ,ﾏｲｵﾌｪｲｼｬﾙﾘﾘｰｽ．112-113，竹井仁：ﾏｲｵﾌｪｲｼｬﾙﾘﾘｰｽ．136-149，竹井仁：ｽﾄﾚｲﾝ･ｶｳﾝﾀｰｽﾄﾚｲﾝ．187-203，竹井仁：ﾏｯｽﾙｴﾅｼﾞｰﾃｸﾆｯｸ．280-307，奈良勲，黒澤和生，竹井仁編，系統別* 治療手技の展開，協同医書出版社，東京，1999年5月
4．竹井仁：本書をどう使うか．1-3，第1章SOAPノート序論．4-9，第2章診療記録の書き方．10-17，第3章略語の使用方法．18-32，第4章医学用語．33-38，第5章問題点の書き方．39-40，第6章Subjective(S):主観的情報の書き方．41-60，柳澤健監訳，竹井仁，岩崎健次，新田收，額谷一夫訳，理学療法* 作業療法のSOAPノートマニュアル原著第二版－問題志向型診療記録の書き方－，協同医書出版社,東京,2000年5月
5．竹井仁：機能的電気刺激．109-111，矯正リハビリテーション．126-131，義肢* 装具．149-155，理学療法．694-695，中野善達監訳，竹井仁他62人訳，障害とリハビリテーション大事典，湘南出版社，神奈川，2000年10月
6．竹井仁：筋の痛みに対する理学療法．81-113，望月久，山田茂編，筋機能改善の理学療法とそのメカニズム－理学療法の科学的基礎を求めて－，（有）ナップ，東京，2001年5月
7．竹井仁：肩こり* 腰痛とストレッチングの本当の関係－筋の病態生理と運動－．　　　68-84，奈良勲編，理学療法のとらえ方 Clinical Reasoning，文光堂，東京，2001年8月
8．竹井仁：疼痛．232-235,竹井仁：姿勢障害（側弯症含む）．240-243,竹井仁：浮腫．244-247,網本和，長澤弘，吉村茂和編，理学療法チェックリスト，三輪書店，東京，2003年5月
9．竹井仁：記録も理学療法のうち－クリニカルリーズニングに基づく記録法－．38-53，竹井仁：顎が痛くて開かない－顎関節症temporomandibular disorders (TMD)－．120-136．丸山仁司，黒澤和生，齋藤昭彦，竹井仁，中山孝編，考える理学療法　評価から治療手技の選択，文光堂，東京，2004年5月
10．竹井仁：運動器の構造．5-54．丸山仁司編，運動学，中外医学社，東京，2004年11月
11．竹井仁：ﾏｯｽﾙｴﾅｼﾞｰﾃｸﾆｯｸ．309-323，竹井仁：ﾏｲｵﾌｪｲｼｬﾙﾘﾘｰｽ（筋膜リリース）．709-729，細田多穂* 中山彰一編，アドバンス版図解理学療法技術ガイド，文光堂，東京，2005年1月
12．竹井仁：概論．1-8，竹井仁* 鈴木勝監訳，運動機能障害症候群のマネジメント－理学療法評価* MSIアプローチ* ADL指導－，医歯薬出版株式会社，東京，2005年5月
13．竹井仁：股関節* 大腿* 膝関節．392-471，赤坂清和* 藤縄理監訳，理学療法のクリティカルパス－症例から学ぶグローバルスタンダード－下巻（下肢），エルゼビアジャパン，東京，2005年12月
14．竹井仁：下位型腕神経叢麻痺．104，外旋筋．109，過用．144，過用性筋力低下．145，筋弛緩．222-223，根性坐骨神経痛．323，坐骨神経痛．336，上位型腕神経叢麻痺．397-398，神経根症状．423，他動運動．521，頭囲．564，頭蓋計測点．565，ドゥ* ケルヴァン病．566，内旋筋．585，皮膚性拘縮．651，腕神経叢．786，奈良勲監修* 内山靖編集，理学療法学事典，医学書院，東京，2006年4月
15．竹井仁：モビライゼーション．358-385，柳澤健編，運動療法学，金原出版，東京，2006年5月
16．丸山仁司，竹井仁，黒澤和生，網本和，望月久編：考える理学療法　評価から治療手技の選択［中枢神経疾患編］，文光堂，東京，2006年10月
17．竹井仁：軟部組織モビライゼーション．1-27，柳澤健編，DVDで学ぶ理学療法特殊テクニック，南江堂，東京，2007年2月
18．奈良勲，黒澤和生，竹井仁：序論．7-10，竹井仁：結合組織の解剖* 生理的基礎と治療手技の展開．81-94，竹井仁：筋膜リリース．95-122，竹井仁：ストレイン* カウンターストレイン．214-259，竹井仁：マッスルエナジーテクニック．354-381，竹井仁：メディカルトーニングセラピー．470-486，奈良勲，黒澤和生，竹井仁編，系統別* 治療手技の展開第2版，協同医書出版社,東京,2007年4月
19．竹井仁：筋の痛みに対する理学療法．80-118，望月久，山田茂編，筋機能改善の理学療法とそのメカニズム－理学療法の科学的基礎を求めて－第2版，（有）ナップ，東京，2007年5月
20．竹井仁：胸腰椎．141-199，柳澤健* 赤坂清和監訳，エビデンスに基づく整形外科徒手検査法，エルゼビアジャパン，東京，2007年8月
21．竹井仁：四肢周径測定：上肢* その他．42－45，四肢周径測定：下肢．46－49，四肢長測定：上肢長．50－53，四肢長測定：下肢長．54－57，柳澤健編，見て学ぶ理学療法の極意　イラスト理学療法ブラウン･ノート，メジカルビュー社，東京，2007年11月
22．竹井仁：結合組織に対する徒手療法．232-244，網本和編，標準理学療法学　物理療法学第3版，医学書院，東京，2008年1月
23．竹井仁：DVD  筋膜リリース～その理論から治療手順まで～①基礎編（筋膜リリースの理論），②技術編（筋膜リリースのテクニック），③骨盤帯機能異常治療編．ジャパンライム株式会社，東京，2008年4月
24．竹井仁：触診機能解剖カラーアトラス　上巻．文光堂，東京，2008年5月
25．竹井仁：触診機能解剖カラーアトラス　下巻．文光堂，東京，2008年5月
26．竹井仁：慢性腰痛の理学療法．114-129，伊藤俊一他編，理学療法MOOK14腰痛の理学療法，三輪書店，東京，2008年5月
27．竹井仁：麻痺のある人の運動* 休息のケア．164-178．石鍋圭子* 野々村典子編，専門性を高める継続教育　リハビリテーション看護実践テキスト，医歯薬出版株式会社，東京，2008年7月
28．竹井仁：ケーススタディ．389-418，赤坂清和* 齋藤昭彦監訳，メイトランド脊椎マニピュレーション原著第7版，エルゼビアジャパン，東京，2008年8月
29．竹井仁：運動療法の理論とその基本技術．143-152．柳澤健編，理学療法士ポケット* レビュー帳専門編，メジカルビュー社，東京，2008年8月．
30．丸山仁司，竹井仁，黒澤和生，石黒友康，高橋哲也編：考える理学療法　評価から治療手技の選択[内部障害編]，文光堂，東京，2008年12月
31．竹井仁：DVD  筋膜リリース「治療編」～その理論から治療手順まで～Part-2①頭頸部* 顎関節機能異常編，②頭蓋* 仙骨部機能異常編1，③頭蓋* 仙骨部機能異常編2．ジャパンライム株式会社，東京，2009年6月
32．竹井仁：DVD  Muscle Energy Technique:MET－アクティブ* モビライゼーション－①MET概論／骨盤帯機能異常編1，②骨盤帯機能異常編2，③脊椎機能異常編．ジャパンライム株式会社，東京，2010年3月
33．竹井仁：モビライゼーションとマニピュレーション：定義，期待される効果，リハビリテーションにおける役割，エビデンスに基づく実践．25-38. 赤坂清和* 齋藤昭彦監訳，メイトランド四肢関節マニピュレーション原著第4版，医学映像教育センター，東京，2010年4月
34．竹井仁：モビライゼーション．351-379，柳澤健編，運動療法学改訂第2版，金原出版，東京，2011年3月
35．竹井仁（全訳）：筋膜マニピュレーション理論編筋骨格系疼痛治療（Stecco L）．医歯薬出版株式会社，東京，2011年9月9日
36．竹井仁（全訳）：筋膜マニピュレーション実践編筋骨格系疼痛治療（Stecco L, Stecco C）．医歯薬出版株式会社，東京，2011年9月25日
37．竹井仁：整形徒手理学療法の適応：3 筋．41-59．富雅男* 砂川勇監修，整形徒手理学療法Kaltenborn-Evjenth Concept，医歯薬出版，東京，2011年12月
38．竹井仁：マッサージ療法．205-226，網本和* 菅原憲一編，標準理学療法学　物理療法学第4版，医学書院，東京，2013年3月
39．竹井仁：リハビリテーション1　物理療法．198-205，森本昌宏編，肩こりの臨床－関連各科からのアプローチ－．克誠堂出版株式会社，東京，2013年5月
40．竹井仁：リハビリテーションのための病期分類システム．41-59，竹井仁，鈴木勝監訳，続 運動機能障害症候群のマネジメント－頸椎* 胸椎* 肘* 手* 膝* 足－，医歯薬出版株式会社，東京，2013年5月．
41．竹井仁：筋膜マニピュレーション．46-60，嶋田智明* 有馬慶美* 斉藤秀之編，臨床思考を踏まえる理学療法プラクティス　新人* 若手理学療法士のための最近知見の臨床応用ガイダンス　筋* 骨格系理学療法，文光堂，東京，2013年5月．
42．竹井仁（監修）：ビジュアル版 筋肉と関節のしくみがわかる事典．株式会社西東社，東京，2013年10月
43．竹井仁（全訳）：運動療法* 徒手療法ビジュアルポケットガイド（Carolyn Kisner, Lynn Allen Colby）．医歯薬出版株式会社，東京，2013年10月10日
44．竹井仁* 金子満寛：徒手療法．424-439，新田收* 竹井仁* 三浦香織編，小児* 発達期の包括的アプローチ－PT* OTのための実践的リハビリテーション，文光堂，東京，2013年12月
45．竹井仁：筋の痛みに対する理学療法．136-170，望月久，山田茂編，筋機能改善の理学療法とそのメカニズム－理学療法の科学的基礎を求めて－第3版，（有）ナップ，東京，2014年5月
46．竹井仁：疼痛．277-280,竹井仁：姿勢障害（側弯症含む）．286-289,竹井仁：浮腫．290-293,網本和，長澤弘編，理学療法チェックリスト第2版，三輪書店，東京，2014年5月
47．竹井仁：理学療法における構造的アプローチ，機能的アプローチ，包括的アプローチ．3-5，竹井仁：各系統別解剖* 生理* 運動学的基礎．7-51，竹井仁：結合組織（非収縮組織）と筋系．113-125，竹井仁：マッスルペインリリーフ．126-137，竹井仁：筋膜リリース．138-158，竹井仁：筋膜マニピュレーション．165-176，竹井仁：マッスルエナジーテクニック．177-205，砂川勇* 竹井仁：軟部組織モビライゼーション．206-224，メディカルトーニングセラピー．480-500，竹井仁，黒澤和生，編，系統別* 治療手技の展開第3版，協同医書出版社，東京，2014年9月
48．竹井仁：DVD  Muscle Pain Relief～上肢* 体幹* 下肢へのアプローチ～①Muscle Pain Reliefの基礎理論，②Muscle Pain Reliefによる治療の実際上肢編，③Muscle Pain Reliefによる治療の実際体幹編，④Muscle Pain Reliefによる治療の実際下肢編．ジャパンライム株式会社，東京，2014年11月．
49．竹井仁（監修）：ビジュアル版 筋肉と関節のしくみがわかる事典第2版．株式会社西東社，東京，2015年2月
50．竹井仁：触診解剖学．451-478，五味俊明* 浅井友詞* 佐藤二美編，運動器系解剖学アトラス，南江堂，東京，2015年3月
51．竹井仁（監訳）：人体の張力ネットワーク 膜* 筋膜 最新知見と治療アプローチ（Robert Schleip,Thomas W.Findley,Leon Chaitow,Peter A.Huijing）．医歯薬出版株式会社，東京，2015年6月
52．竹井仁：関節可動域運動．182-194，吉尾雅春* 横田一彦 編，運動療法学総論第4版，医学書院，東京，2017年1月1日．
53．竹井仁（監訳）：内部機能障害への筋膜マニピュレーション理論編（Stecco L & Stecco C）．医歯薬出版株式会社，東京，2017年3月10日
54．竹井仁：筋と筋膜に対するアプローチ．67-77，藤縄理 編，ケースで学ぶ徒手理学療法クリニカルリーズニング，文光堂，東京，2017年5月15日．
55．竹井仁（監訳）：人の生きた筋膜の構造（Jean-Claude GUIMBERTEAU, Colin ARMSTRONG）．医道の日本社，神奈川，2018年1月10日．
69．竹井仁：疲れない体になるには筋膜をほぐしなさい．誠文堂新光社，東京，2018年2月18日．
56．竹井仁（監訳）：筋膜系の機能解剖アトラス（Carla Stecco）．医歯薬出版株式会社，東京，2018年2月20日
71．竹井仁：筋膜リリースで肩こり解消！．株式会社イースト* プレス，東京，2018年3月20日．
57．Hitoshi Takei：Treatment of dysfunction extending from the foot to the contralateral shoulder. 13-20, Julie Ann Day, Fascial Manipulation-Stecco method The practioner’s perspevtive, HANDSPRING PUBLISHING, Edinburgh, 2018年8月
58．竹井仁：筋膜リリースを用いたアプローチ．400-407．福林徹，武冨修治，編，アスレティックリハビリテーションガイド第2版 競技復帰* 再発予防のための実践的アプローチ，文光堂，東京，2018年10月29日．

### 一般書
1．竹井仁：たるみリセット．ヴィレッジブックス，東京，2006年10月
2．竹井仁：不調リセット．ヴィレッジブックス，東京，2007年2月
3．竹井仁：肩こりにさよなら！．自由国民社，東京，2012年12月．
4．竹井仁：若返る！小顔になる！「顔たるみ」とり．講談社，東京，2013年2月．
5．竹井仁：1日3分！ブスタイルが美スタイルに変わる！ゆがみリセット1週間ドリル．日経ヘルス別冊（日経BPムック），日経BP社，東京，2014年7月30日発行
6．竹井仁：正しく理想的な姿勢を取り戻す 姿勢の教科書．ナツメ社，東京，2015年12月10日．
7．竹井仁：自分でできる！筋膜リリースパーフェクトガイド．自由国民社，東京，2016年6月17日．
8．竹井仁：肩こりの9割は自分で治せる．（株）イーストプレス，東京，2016年7月20日．
9．竹井仁：1週間で全身のたるみコリをラクラク解消 筋膜リリース完全ガイド．日経ヘルス7月号別冊付録，日経BP社，東京，2017年6月2日．
10．竹井仁：日めくり まいにち、筋膜リリース．（株）扶桑社，東京，2017年6月15日．
11．竹井仁：やせる！筋膜リリース Diet編．自由国民社，東京，2017年9月30日．
12．竹井仁：世界一わかりやすい 筋膜リリース．日経ヘルス（日経BPムック），日経BP社，東京，2017年10月28日発行
13．竹井仁：キレイ！筋膜リリース Beaity編．自由国民社，東京，2017年12月27日．
14．竹井仁：疲れない体になるには筋膜をほぐしなさい．誠文堂新光社，東京，2018年2月18日．
15．竹井仁：筋膜リリースで肩こり解消！．株式会社イースト* プレス，東京，2018年3月20日．
16．竹井仁：DVDでわかる！筋膜リリースパーフェクトガイド．自由国民社，東京，2018年3月30日．
17．竹井仁：竹井仁先生の筋膜リリース　腰痛* ひざ痛根治マニュアル．名医が教える脊柱管狭窄症を自分で治す本：26-37，洋泉社MOOK，東京，2018年8月19日
18．竹井仁：背が伸びる！足も速くなる！　賢い子になる！筋膜リリース Kids編．自由国民社，東京，2018年9月13日．
19．竹井仁：姿勢がよくなる！若返る！　ずっと自分の足で歩ける！筋膜リリース　健康長寿編．自由国民社，東京，2018年9月13日．
20．竹井仁：不良姿勢を正しくする 姿勢の教科書上肢* 下肢編．ナツメ社，東京，2018年10月1日．
21．竹井仁：DVDでわかる! 筋膜リリースパーフェクトガイド──筋膜博士が教える決定版，自由国民社，東京， 2018年3月30日
22．竹井仁：疲れない体になるには筋膜をほぐしなさい: たった2週間で姿勢が整い体質が変わる方法，せいぶんどう 2018/2/8 

## メディア出演

### テレビ
- 発掘あるある大事典Ⅱ．2005年10月2日（日）、2006年10月8日（日）フジテレビ

- はなまるマーケット．2005年11月22日（火）、2006年10月24日（火）、2009年4月14日（火）、2013年8月12日（月）、2014年2月17日（月）TBS

- 午後は○○おもいっきりテレビ．2007年3月15日（木）日本テレビ

- カラダのキモチ．2008年2月24日（日）、6月1日（日）、10月26日（日）、2010年3月21日（日）、5月24日（日）、2011年11月20日（日）TBS

- NHK BSエンターテイメント　エンターティナー華麗なる技の秘密Ⅲ．2008年9月27日（土）NHK BS

- ここが聞きたい！名医にQ．2009年2月7日（土）、2011年4月30日（土），8月20日（土）、9月3日（土）、2012年2月11日（土）、3月3日（土）、3月10日（土）、5月19日（土）、5月26日（土）NHK教育

- 世界一受けたい授業．2010年6月12日（土）、2013年3月2日（土）、6月8日（土）、6月29日（土）、10月12日（土）、2014年3月1日（土）、2016年1月9日（土）、2017年7月22日（土）、12月16日（土）日本テレビ

- 所さんの学校では教えてくれないそこんトコロ．2010年10月8日（金）テレビ東京

- きれいの魔法．2011年1月11日（火）NHK教育．

- きょうの健康．2011年2月21日（月）、2013年6月27日（木）、年9月9日（月）、9月10日（火）、9月11日（水）、9月12日（木）NHK教育

- モーニングバード．2011年8月25日（木）、10月10日（月）、2013年9月23日（月）、12月30日（月）、2014年5月5日（月）、8月4日（月）、11月3日（月）、12月29日（月）、2015年3月16日（月）、4月10日（金）テレビ朝日

- 私のカラダよ蘇れ！若返り!?年齢クリニック．2011年9月26日（月）テレビ東京

- 主治医が見つかる診療所．2012年5月21日（月）、2016年5月9日（月）テレビ東京

- ゆうどきネットワーク．2012年10月2日（火）NHK総合

- あさイチ．2012年12月11日（火）2013年1月8日（火）、5月14日（火）、2014年3月4日（火）、2015年7月22日（水）、2016年5月19日（木）、2017年2月28日（火）、6月13日（火）、11月7日（火）、2018年11月13日（火）NHK総合

- 女神のマルシェ．2013年1月4日（金）、2015年7月17日（金）日本テレビ

- 健康カプセル！ゲンキの時間．2013年2月10日（日）、2014年8月10日（日）、2014年10月19日（日）、2015年4月26日（日）、8月30日（日）、9月6日（日）、11月1日（日）、11月29日（日）、2016年 8月14日（日）、12月31日（土）、2017年4月30日（日）、12月31日（日）、2018年3月25日（日）、2018年12月30日T BS

- 所さんの目がテン！．2013年6月9日（日）、2016年5月1日（日）、2017年2月19日（日）日本テレビ

- クイズ面白ゼミナールR．2013年7月20日（土）NHK BSプレミアム

- おはよう日本．2013年9月24日（火）、2015年6月2日（火）、2016年1月26日（火）NHK総合

- 人体科学ミステリー　アノ有名人のカラダを最新科学で大解剖ＳＰ．2013年9月26日（木）TBS

- 駆け込みドクター！運命が変わる健康診断．2013年11月24日（日）TBS

- 姫のわがままライフサイエンス．2013年12月2日（月）．BS日本テレビ

- グッド！モーニング．2013年12月11日（水）、12月25日（水）テレビ朝日

- スッキリ!!．2014年1月21日（火）、2015年11月2日（月）日本テレビ

- ボシュレデパート深夜店．2014年2月23日（日）日本テレビ

- PON．2014年10月1日（水）日本テレビ

- いっぷく．2014年10月14日（火）TBS

- 朝とく．肩こりの原因．2014年10月14日（火）、10月16日（木）BSジャパン

- シューイチ．2014年11月2日（日）、2017年3月19日（日）日本テレビ

- L4you．2015年1月14日（水）テレビ東京

- 所さんのニッポンの出番．2015年1月27日（火）TBS

- あのニュースで得する人損する人．2015年5月14日（木）日本テレビ

- ソレダメ！．2015年5月20日（水）、2018年3月14日（水）テレビ東京

- ノンストップ！．2015年5月27日（水）、2016年4月27日（水）フジテレビ

- あさチャン．2015年6月9日（火）、6月29日（月）、8月10日（月）TBS

- ためしてガッテン．2015年9月9日（水）、2016年3月16日（水）NHK総合

- チャージ730！．2015年9月22日（火）テレビ東京

- 林修の今でしょ！講座．2015年10月27日（火）、2017年10月31日（火）テレビ朝日

- 諸説あります．2015年11月8日（日）日本テレビ

- 林先生が驚く初耳学．2015年11月29日（日）、12月27日（日）TBS

- ひるまえほっと．2016年2月23日（火）、2017年7月18日（火）NHK総合

- 直撃LIVEグッディ！．2016年2月29日（月）フジテレビ

- ジョブチューン～医者スペシャル第8弾．2016年3月26日（土）TBS．

- 中居正広のミになる図書館．2016年4月12日（火）、2017年 1月17日（火）テレビ朝日

- チョイス@病気になったとき．2016年4月16日（土）、10月08日（土）、2017年4月8日（土）、2018年12月1日NHKEテレ

- 白熱ライブビビット．2016年5月17日（火）TBS

- エクストリームBeauty．2016年8月16日（火）、10月19日（水）、12月13日（火）、2017年1月11日（水），2月14日（火）、3月28日（火）、4月11日（火）、4月17日（月）、5月1日（月）、5月24日（水）、6月7日（水）　TokyoMX* スカパー！プレミアムサービス547ch* YouTube* ニコニコ生放送* FRESH（ネットテレビ）

- 解決！ナイナイアンサー．2016年11月 8日（火）日本テレビ

- NEWS ZERO．2016年11月15日（火）日本テレビ

- 中居正広のキンスマスペシャル．2017年1月20日（金）、2月10日（金）TBS

- 羽鳥慎一モーニングショー． 2017年 2月 8日（水）TBS

- みんなのテレビ．2017年2月28日（火）北海道文化放送UHB

- 深層NEWS．2017年3月8日（水）BS日テレ．

- SmaSTATION!!．2017年3月11日（土）テレビ朝日

- イチオシ！．2017年4月10日（月）北海道テレビ

- Dohiru．2017年5月14日（日）、2018年5月27日（日）Thai-PBS．

- スイッチ！．2017年5月16日（火）東海テレビ．

- Rの法則．2017年6月19日（月）NHK Eテレ

- 水前寺清子情報館．2017年7月22日（土）BSフジ

- オトナのストレッチマン．2017年8月28（月）* 29（火）* 30（水）* 31日（木）* 9月1日（金）、2018年10月29（月）* 30（火）* 31（水）* 11月1日（木）NHK Eテレ

- news every．2017年11月14日（火）日本テレビ

- 大阪ほんわかテレビ．2017年12月22日（金）読売テレビ* 日本テレビ系

- 偉人たちの健康診断． 2018年3月28日（水）NHK BSプレミアム

- グッディ．2018年4月17日（火）フジテレビ

- 得する人損する人．2018年7月26日（木）日本テレビ

### ラジオ
- 『たまむすび　協会けんぽ　健康サポート』．2012年11月5日、12日、19日、26日放送．TBSラジオ．

- 森本穀朗スタンバイ！「現場にアタック」．2013年11月25日（月）TBSラジオ

- 中西哲生のクロノス．2014年3月4日（火）、2014年3月11日（火）、2017年6月15日（木）TOKYO FM

- 多田しげおの気分爽快～朝からP･O･N．2014年9月24日（水）CBCラジオ

- J-WAVE「POP UP」．2016年10月11日* 12日* 13日午前10時15分～10時20分J-WAVE

- NHKラジオ深夜便「ないとエッセー」．2016年10月24日* 25日* 26日* 27日NHKラジオ第一

- ももいろクローバーZのSUZUKIハッピークローバー．2017年5月7日．TOKYO FM

- GOOD NEIGHBORS．2018年3月13日（火）J-WAVE

- NHKラジオ深夜便「からだの知恵袋」．2018年6月12日* 19日* 26日NHKラジオ第一